# オルー・アシャオル
オルー・アシャオル（Olu Ashaolu、1988年4月18日 - ）は、ナイジェリア出身のカナダ人バスケットボール選手である。身長201cm、体重102㎏で、ポジションはパワーフォワード。Bリーグ・B2リーグの仙台89ERSに所属している。
bjリーグ 2014-15シーズンの浜松・東三河フェニックスに所属し、リーグ優勝に貢献した。

## 来歴

### 大学まで
アシャオルは2004年までブランプトンで過ごした後、アメリカの高校でバスケットボールを行うためアトランタに移った。
その後アシャオルはルイジアナ工科大学バスケットボール部に進み、1年次には1試合平均5.3得点と4.3のリバウンドを記録し、2年次には10.7得点、8.1リバウンドまで成績を伸ばした 。3年次には14.2得点、9.4リバウンドを挙げた。しかし2011年に経営学の学士号を取得したアシャオルは、この年に新たにヘッドコーチに就任したマイク・ホワイトの下でプレイすることを望まなかった。
2011年5月24日、アシャオルはオレゴン大学に籍を移すことが発表された。移籍規定によって、アシャオルはレッドシャツ（練習生）として過ごす必要は無かった。オレゴン大学に移った理由として、アシャオルはかつて同じチームでプレイしていたデヴォー・ジョセフがいたことを挙げた。4年次のアシャオルはベンチでの役割の方が多かったが、彼は出場時間が削られることを厭わなかった。オレゴンでの1シーズンで、アシャオルは9.2得点と5.2リバウンドの記録を残した

### プロ選手として
アシャオルは2012年のNBAドラフトでは指名を得られなかったものの、ミルウォーキー・バックスと契約しサマーリーグに出場した。
2012年8月22日、アシャオルはスペインリーグのカセレス・バスケットと契約した。
2014年にはbjリーグの浜松・東三河フェニックスと契約した。

## 日本での成績
| シーズン         | チーム | GP | GS  | MPG  | FG%  | 3P%  | FT%  | RPG | APG | SPG | BPG | TO  | PPG  |
| ---------------- | ------ | -- | --- | ---- | ---- | ---- | ---- | --- | --- | --- | --- | --- | ---- |
| bj 14-15         | 浜松   | 52 | --- | 24.2 | 54.7 | 30.8 | 69.2 | 6.8 | 1.9 | 1.2 | 0.2 | 2.6 | 14.9 |
| bj 15-16         | 大阪   | 43 | 22  | 25.1 | 55.8 | 22.0 | 67.4 | 8.5 | 2.2 | 0.9 | 0.3 | 2.4 | 14.0 |
| B.LEAGUE 2016-17 | 三遠   | 59 | 27  | 16.7 | 54.2 | 32.4 | 61.7 | 5.3 | 1.2 | 0.5 | 0.2 | 1.5 | 9.9  |
| B.LEAGUE 2017-18 | 仙台   |    |     |      |      |      |      |     |     |     |     |     |      |

## 参考資料
1. 1 2 3  『オルー・アシャオル選手、選手契約（新規）基本合意のお知らせ』（プレスリリース）三遠ネオフェニックス、2016年8月20日。2016年9月9日閲覧。
2. ↑  Grange, Michael (2005年3月5日). “Teen journeys south in search of his destiny”. The Globe and Mail 2015年7月14日閲覧。
3. 1 2  “Olu Ashaolu Bio”. Oregon Ducks.  オレゴン大学. 2016年9月9日閲覧。
4. 1 2  “Oregon lands Louisiana Tech transfer Olu Ashaolu”. Sporting News. (2011年5月24日) 2015年6月1日閲覧。
5. 1 2  Schnell, Lindsay (2012年1月17日). “Oregon Ducks basketball: Devoe Joseph says 'we need' transfer Olu Ashaolu to win”. The Oregonian (OregonLive.com) 2015年6月1日閲覧。
6. ↑  “Ashaolu added to Bucks Summer League roster”. KVAL.com. (2012年7月17日) 2015年6月1日閲覧。
7. ↑  “Olu Ashaolu, Fuerza en la Pintura” (Spanish). CaceresBasket.com (2012年8月22日). 2015年6月1日閲覧。
8. ↑  Odeven, Ed (2015年5月19日). “‘Coach Crusher’ likes Hamamatsu’s chances going into Final Four”. Japan Times 2015年6月1日閲覧。